# Culture Beat
Culture Beat es un grupo alemán de estilo eurodance fundado en 1989 en la ciudad de Fráncfort. La banda ha tenido continuos cambios de formación, y entre otros fueron parte la cantante Tania Evans, Jay Supreme y el productor musical Torsten Fenslau.
Su mayor éxito, fue la canción bailable "Mr. Vain" (Señor presumido" o en su defecto Señor vanidoso"), la cual, ganó popularidad en los hits europeos y americanos (U.S. Hot 100), en 1993. Ese mismo año apareció un segundo sencillo llamado "Got To Get It", que también tuvo bastante éxito pero no tanto como "Mr. Vain", el cual se incluyó en el recopilatorio Máquina Total 6 y en el Bolero Mix 10. Después de esto editaron algún que otro tema pero sin demasiado éxito.

## Discografía

### Álbumes
| 1991 | Horizon              | —  | —  | — |
| 1993 | Serenity             | 13 | 8  | 4 |
| 1995 | Inside Out           | —  | 22 | — |
| 1998 | Metamorphosis        | —  | 12 | — |
| 2003 | Best of Culture Beat | —  | —  | — |

## Sencillos
| Año  | Título                          | Posiciones en los charts | Posiciones en los charts | Posiciones en los charts | Posiciones en los charts | Posiciones en los charts |
| ---- | ------------------------------- | ------------------------ | ------------------------ | ------------------------ | ------------------------ | ------------------------ |
| Año  | Título                          | UK Singles Chart         | Estados Unidos Dance     | Germany                  | Francia                  | Sweden                   |
| 1989 | "Der Erdbeermund"               | 55                       | —                        | 11                       | —                        | —                        |
| 1990 | "I Like You"                    | 96                       | 6                        | 30                       | —                        | —                        |
| 1991 | "Tell Me That You Wait"         | —                        | —                        | —                        | —                        | —                        |
| 1991 | "No Deeper Meaning"             | —                        | 9                        | —                        | —                        | —                        |
| 1993 | "Mr. Vain"                      | 1                        | 2                        | 1                        | 3                        | 2                        |
| 1993 | "Got To Get It"                 | 4                        | 1                        | 4                        | 10                       | 5                        |
| 1993 | "Anything"                      | 5                        | 7                        | 4                        | 4                        | 15                       |
| 1994 | "World in Your Hands"           | 20                       | —                        | 18                       | 42                       | —                        |
| 1994 | "Adelante"                      | —                        | —                        | —                        | —                        | —                        |
| 1995 | "Inside Out"                    | 32                       | 15                       | 5                        | 46                       | 23                       |
| 1996 | "Crying In The Rain"            | 29                       | —                        | 8                        | —                        | 23                       |
| 1996 | "Take Me Away"                  | 52                       | —                        | 26                       | —                        | 24                       |
| 1996 | "Walk The Same Line"            | —                        | —                        | 64                       | —                        | 40                       |
| 1998 | "Pay No Mind"                   | —                        | —                        | 27                       | —                        | —                        |
| 1998 | "Rendez-Vous"                   | —                        | —                        | 53                       | 88                       | 48                       |
| 1998 | "You Belong"                    | —                        | —                        | 77                       | —                        | —                        |
| 2001 | "Insanity"                      | —                        | —                        | 66                       | —                        | —                        |
| 2003 | "Mr. Vain Recall"               | 51                       | —                        | 7                        | —                        | 30                       |
| 2004 | "Can't Go On Like This (No No)" | —                        | —                        | —                        | —                        | —                        |
| 2008 | "Your Love"                     | —                        | —                        | —                        | —                        | —                        |